# Willem Thybaut
Willem Willemsz. Thybaut (Haarlem, 1524 of 1526 - aldaar, 1597 of 1599) was een Noord-Nederlandse glazenier, schilder, etser en tekenaar.

## Biografische aantekeningen
Thybaut werd omstreeks 1524/1526 in Haarlem geboren. Hij is de enige glasschilder van wie werk van zowel voor de hervorming als van na de hervorming te zien is in de Goudse Sint-Janskerk. In 1570 maakte hij in opdracht van de commandeur van de Johannieter Orde in Haarlem, Hendrik van Zwolle, een glas van ruim zeven meter hoog met de afbeelding van de onthoofding van Johannes de Doper. In 1597 maakte hij in opdracht van de stad Haarlem een glas van ruim 11 meter hoog met een afbeelding van de inneming van Damiate in 1219 door de Haarlemmers onder leiding van graaf Willem I van Holland. In dit laatste glas zijn, in tegenstelling tot de glazen van voor de hervorming, maar weinig kleuren gebruikt.
Thybaut maakte ook werk voor kerken, kloosters en andere gebouwen onder meer in Alkmaar, Delft, Haarlem, Leiden en Medemblik. Hij vervaardigde een serie portretten van de graven van Holland, die hij ook gebruikte voor het maken van de gebrandschilderde ramen van de Sint Jorisdoelen in Leiden. De ontwerpen (cartons) hiervan zijn bewaard gebleven, de glazen niet.
Thybaut overleed ruim zeventig jaar oud in zijn woonplaats Haarlem.

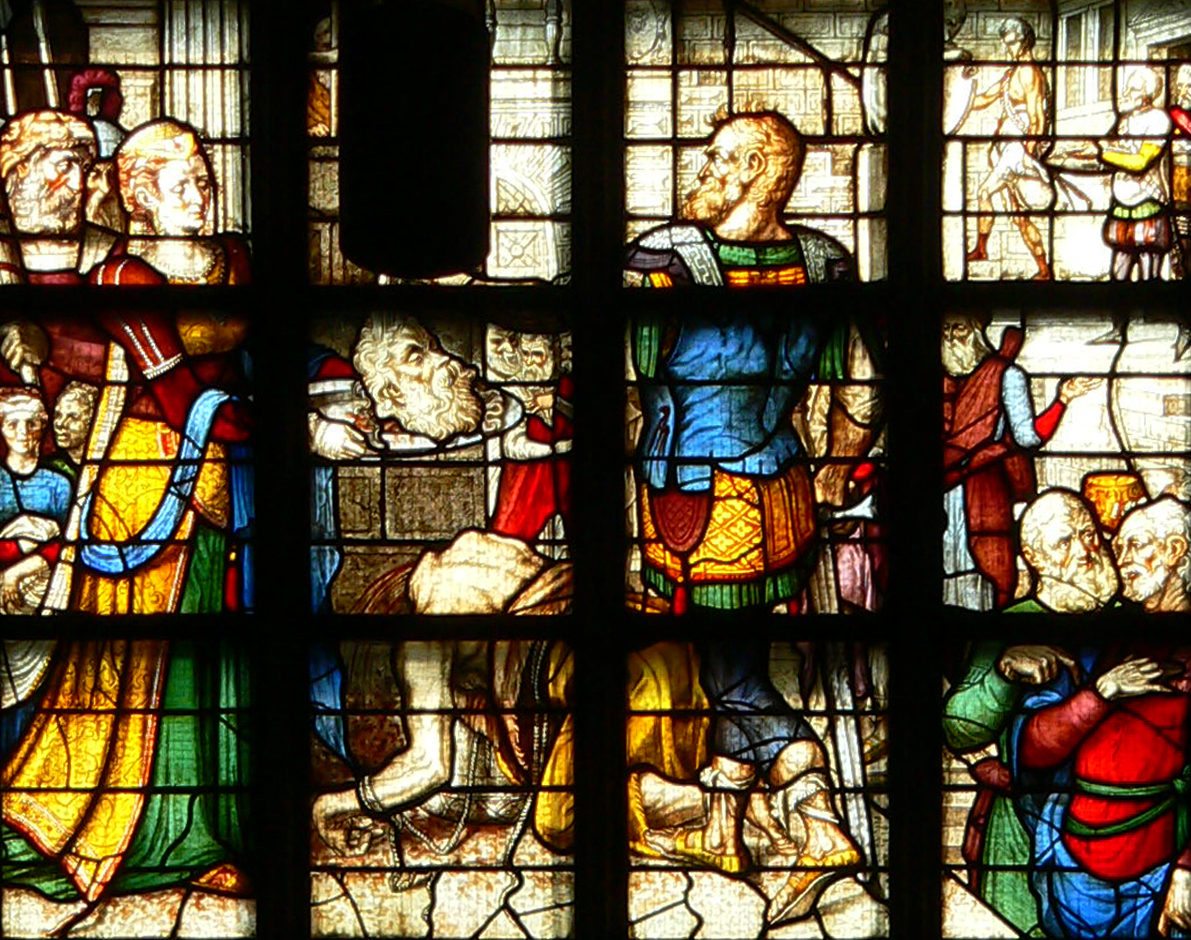
De onthoofding van Johannes de Doper door Thybaut (1570)
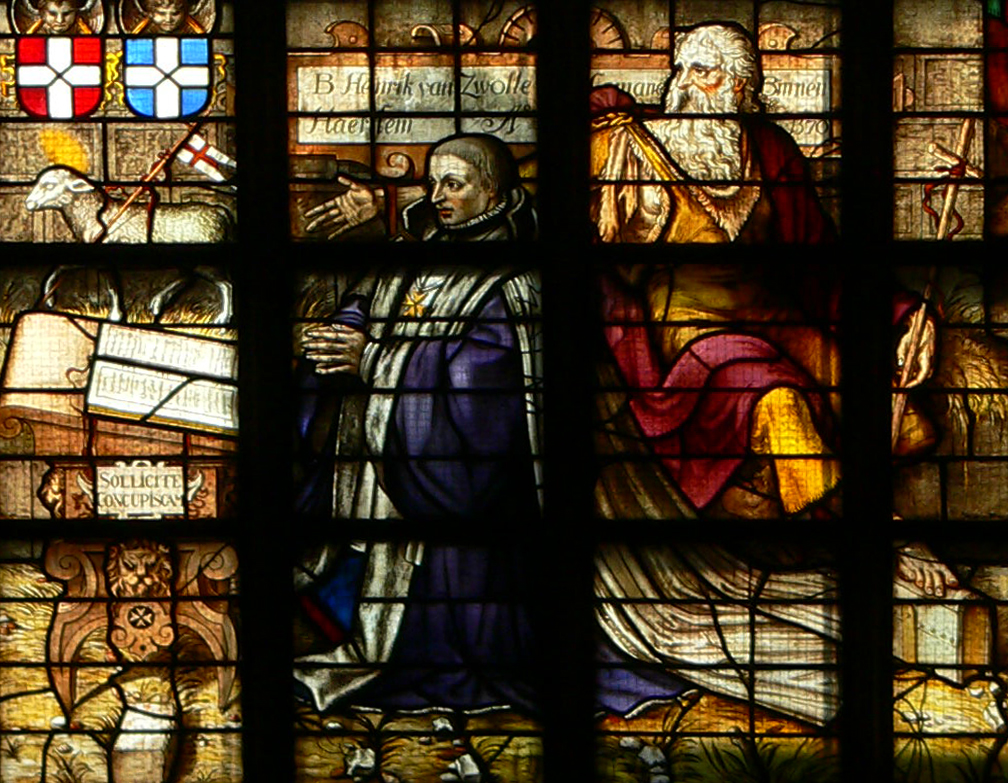
Hendrik van Zwolle als schenker afgebeeld door Thybaut (1570)

- Biografisch Portaal: 76227283
- Gemeinsame Normdatei: 134105230
- International Standard Name Identifier: 0000 0000 8378 9975
- RKD-Nederlands Instituut voor Kunstgeschiedenis: 77041
- Union List of Artist Names: 500022799
- Virtual International Authority File: 45511347
- WorldCat: E39PCjHbMTr9PqjDpWjmXQGj4q